# 绿艾纳香
绿艾纳香（学名：Blumea virens）为菊科艾纳香属的植物。分布于斯里兰卡、马来西亚、缅甸、泰国、中南半岛、巴基斯坦、印度、不丹以及中国大陆的云南等地，生长于海拔1,400米的地区，多生长于较干燥的草地上，目前尚未由人工引种栽培。